# Merry Maidens

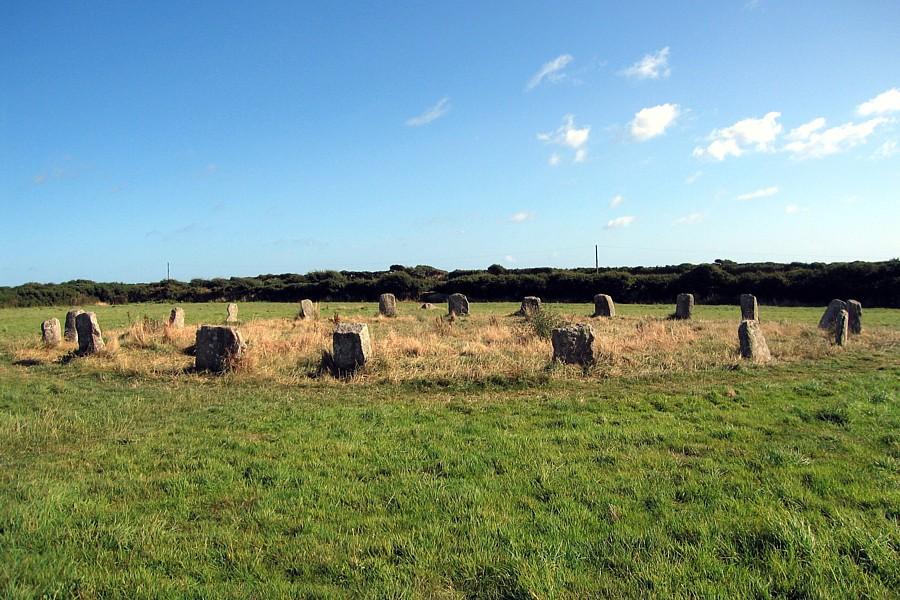
Merry Maidens – Cornwall – UK

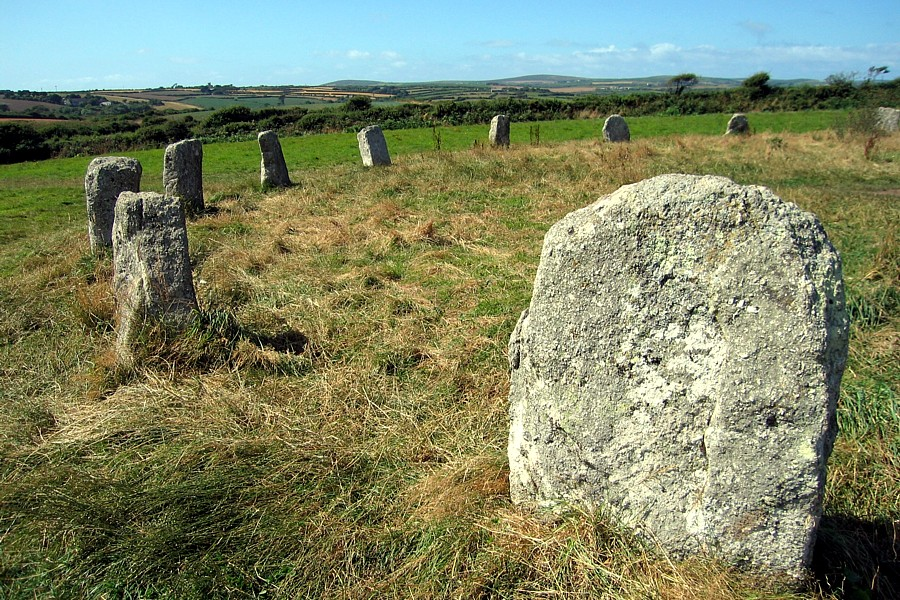
Nahaufnahme der Menhire

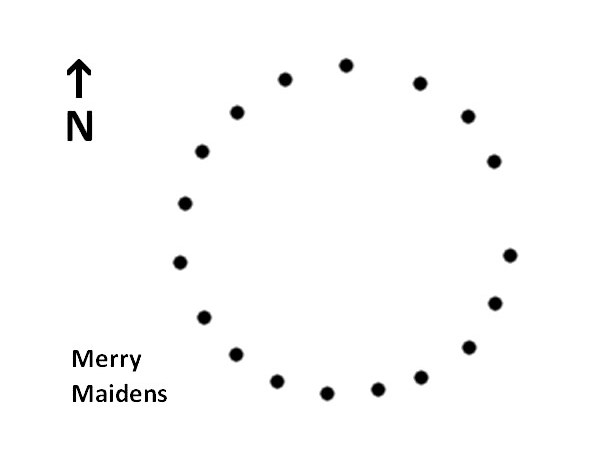
Position der einzelnen Menhire

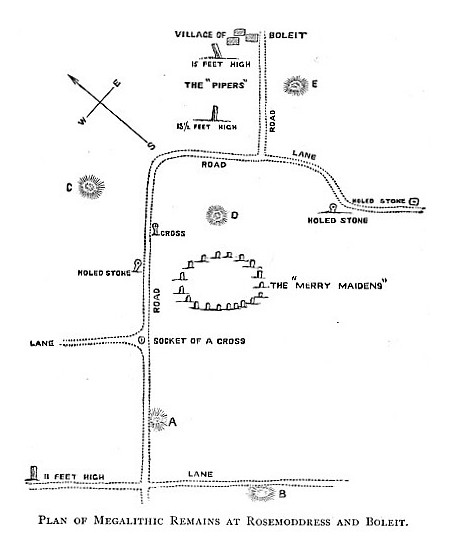
Lageplan weiterer Megalithen – Radierung von W. C. Borlase 1872

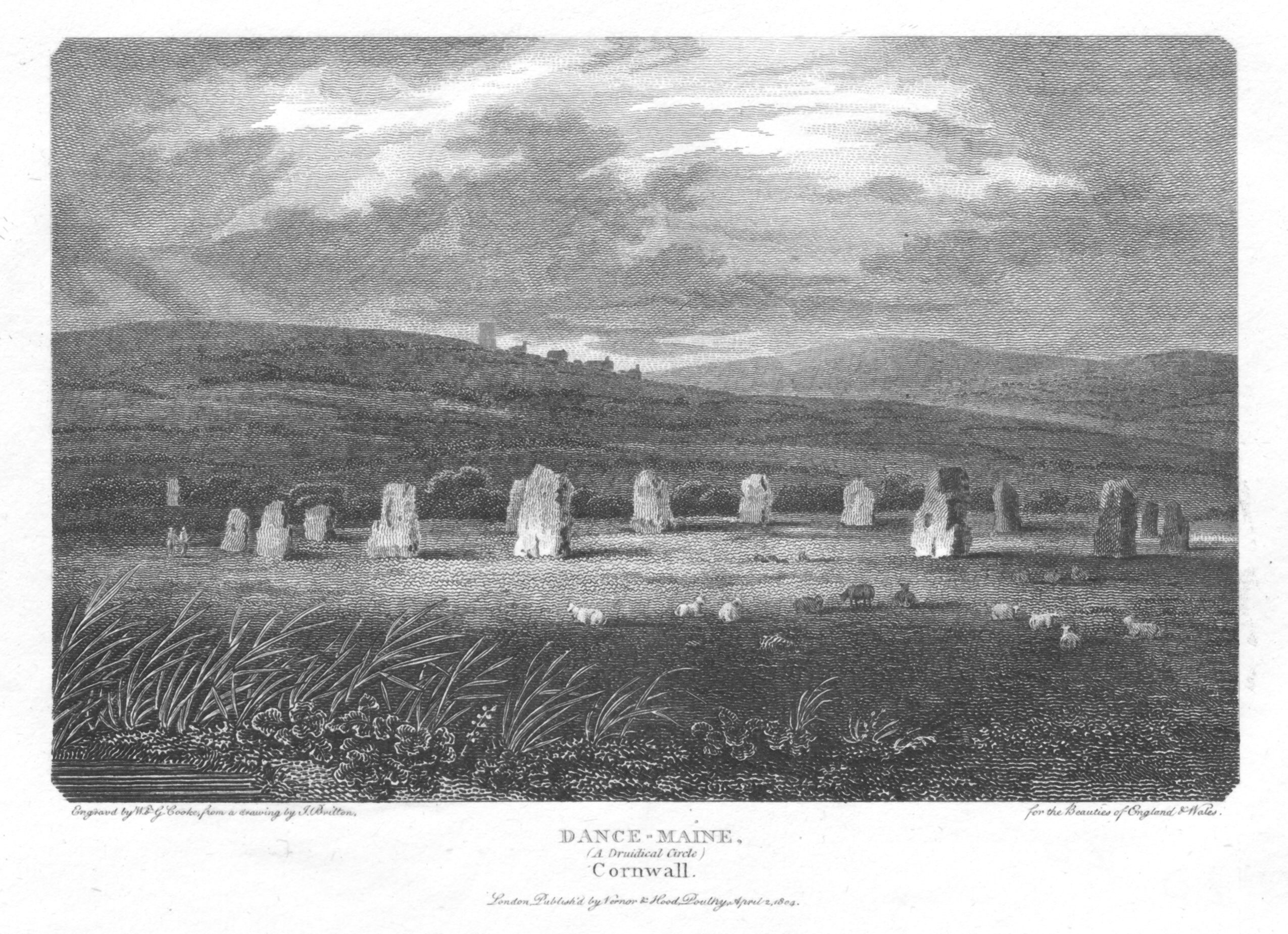
Radierung von W. & G. Cooke 1804

Die Merry Maidens (deutsch die lustigen Jungfrauen) ist ein 4000 bis 3000 Jahre alter Steinkreis aus der frühen bis mittleren Bronzezeit. Die Steinsetzung liegt in der Grafschaft Cornwall in England.
Der Steinkreis ist auch unter den Namen Rosemodress Circle, Boleigh Circle, Dance Maine oder Dawn’s Men (Menschen in der Morgendämmerung) bekannt, eine Verballhornung des kornischen Danse Maen (Tanz der Steine).

## Lage
Die Merry Maidens befinden sich südlich von Penzance zwischen St Buryan und Lamorna. 100 m südwestlich liegt das Passage Tomb Tregiffian. In der Gegend findet man weitere Megalithanlagen:
- Pipers of Boleigh
- Steinkreis von Boskednan
- Boscawen-ûn
- Chûn Quoit
- Lanyon Quoit
- Mên-an-Tol
- Mulfra Quoit
- Steinkreis von Tregeseal
- Tregiffian
- Zennor Quoit

## Aufbau
Die Merry Maidens bestehen aus 19 Megalithen, die einen nahezu exakten Kreis mit einem Durchmesser von etwa 24 m bilden. Die Steine sind etwa 1,2 m hoch und stehen im Abstand von drei bis vier Meter zueinander. Auf der Ostseite, also in Blickrichtung West, befindet sich eine größere Lücke zwischen den Steinen. In exakt südlicher Richtung ragt ein weiterer Stein aus dem Boden, wodurch die Anlage eine Nord-Süd-Ausrichtung erhält. Früher befand sich 200 m weiter entfernt ein weiterer Steinkreis, der aber zu Beginn des 19. Jahrhunderts zerstört wurde. 300 m in nordöstlicher Richtung stehen die Pipers, zwei etwa 3 m–hohe Menhire.

## Namensherkunft
Der Bezeichnung der Steinsetzung als Merry Maidens (lustige Jungfrauen) liegt folgende Legende zugrunde: 19 Mädchen wurden in Steine verwandelt, weil sie sich am geheiligten Sonntag hier tanzend vergnügt hatten. Die zugehörigen Pipers (Dudelsackspieler) wurden ebenfalls versteinert und bilden die zwei weiter entfernt stehenden Megalithen. Die Legende entstand im Zuge der Christianisierung Cornwalls im 6. oder 7. Jahrhundert.

## Forschungsgeschichte
Die Merry Maidens wurden 1769 erstmals archäologisch von William Borlase (1695–1772) untersucht, der auch von einem zweiten gleich großen Steinkreis berichtete. 1804 fertigten W. & G. Cooke eine Radierung an, wobei die Steinsetzung als Dance-Maine bezeichnet wird. 1861 erwähnt John Thomas Blight (1835–1911) den Steinkreis in seinem Werk A Week at the Land's End und bezeichnet ihn als Dawns Myin. 1872 lieferte William Copeland Borlase (1848–1899), ein Urenkel des älteren Borlase, eine detailliertere Beschreibung des gesamten Bezirks und fertigte die hier abgebildete Übersicht an. Zu dieser Zeit waren vom zweiten Steinkreis noch sieben Steine vorhanden, bevor er Ende des 19. Jahrhunderts verschwand. 1932 verfasste Hugh O’Neill Hencken (1902–1981) eine erste moderne wissenschaftliche Darstellung der archäologischen Fundstätte.
1982 erschien von John Barnatt eine ausführliche Abhandlung mit den neuesten Forschungsergebnissen. Demnach wird heute davon ausgegangen, dass es ursprünglich 18 Menhire waren. Mitte des 19. Jahrhunderts wurde der Steinkreis beim Versuch einer Rekonstruktion durch neue Steine ergänzt, allerdings nicht in korrekter Position und Zahl. Zudem wurde der Standort alter Steine verändert, so dass sich die heute vorzufindende Setzung der Steine ergab.